# Jerzy Szaflik
Jerzy Zygmunt Szaflik (ur. 5 lutego 1944 w Wikłowie) – polski okulista, profesor nauk medycznych, specjalista w zakresie chorób oczu.

## Życiorys
Ukończył II LO im. R. Traugutta w Częstochowie (1961). Studia lekarskie (dyplom - 1969), doktorat i habilitację zdobywał na Śląskiej Akademii Medycznej w Katowicach (Katedra i Klinika Okulistyki - kolejno: asystent od 1971, st. asystent, adiunkt 1975-81, docent 1982-89 i prof. ndzw. 1990-91). W 1991 w wyniku konkursu został kierownikiem Kliniki Okulistyki II Wydziału Lekarskiego Akademii Medycznej w Warszawie. W 1995 roku zainicjował budowę Samodzielnego Publicznego Klinicznego Szpitala Okulistycznego (SPKSO) w Warszawie, którego od chwili powstania jest dyrektorem. Od 1998 był kierownikiem Katedry i Kliniki Okulistyki II Wydziału Lekarskiego Warszawskiego Uniwersytetu Medycznego. Katedrą i Kliniką kierował do czasu przejścia na emeryturę w 2014 roku (funkcję kierownika objął po nim jego syn, Jacek, który także jest profesorem okulistyki).
W latach 2004–2010 był przewodniczącym Polskiego Towarzystwa Okulistycznego. Redaktor naczelny dwóch kwartalników okulistycznych: Okulistyki oraz Kontaktologii i Optyki Okulistycznej. Swoje prace publikował m.in. w „Eye & Contact Lens", „Acta Ophthalmologica Scandinavica" oraz „Cornea”.
Członek komitetu redakcyjnego kwartalnika naukowego Klinika Oczna (organ Polskiego Towarzystwa Okulistycznego). Członek Komitetu Nauk Klinicznych PAN. Wiceprzewodniczący Centralnej Komisji do Spraw Stopni i Tytułów w kadencji 2013-2016. Jest właścicielem warszawskiego Centrum Mikrochirurgii Oka Laser.
W sierpniu 2012 minister zdrowia Bartosz Arłukowicz odwołał Jerzego Szaflika z funkcji konsultanta krajowego ds. okulistyki, szefa Banku Tkanek Oka oraz członka Krajowej Rady Transplantacyjnej pod zarzutem rzekomych nieprawidłowości w jego prywatnej klinice. Decyzja napotkała opór Polskiego Towarzystwa Okulistycznego. W marcu 2013 Prokuratura Okręgowa w Warszawie umorzyła dochodzenie z uwagi na brak cech przestępstwa. Jerzy Szaflik odwołał się do sądu pracy (sprawę przegrał) oraz do sądu administracyjnego (w kwietniu 2013 WSA w Warszawie uznało, że minister zdrowia nie mógł odwołać J. Szaflika bez pełnego uzasadnienia i że taka decyzja podlega kontroli sądowej).
W 2015 ukazała się książka Ostry punkt widzenia - wywiad-rzeka z Jerzym Szaflikiem, który przeprowadził Artur Howzan (wyd. Grupa M-D-M, ISBN 978-83-938668-7-8).

## Odznaczenia i wyróżnienia
- Krzyż Oficerski Orderu Odrodzenia Polski (2009)[19]
- Krzyż Kawalerski Orderu Odrodzenia Polski (2001)[20]
- Medal Komisji Edukacji Narodowej
- inne, m.in.: medal PAN[21], Złoty Medal za długoletnią służbę, Gloria Medicinae, Laudabilis (Okręgowa Izba Lekarska w Warszawie, 2011)[22], odznaka honorowa Polskiego Związku Niewidomych[23].